# Епишев, Алексей Алексеевич
Алексе́й Алексе́евич Е́пишев (6 (19) мая 1908, Астрахань — 15 сентября 1985, Москва) — советский партийный и военный деятель, дипломат, генерал армии (1962). Начальник ГлавПУР СА и ВМФ (1962—1985). Герой Советского Союза (1978). Член ЦК КПСС (1964—1985). Чрезвычайный и полномочный посол СССР (1955).

## Биография
Родился 19 мая 1908 года в Астрахани, в семье рабочего.
В 15 лет начал работать в бондарной мастерской на Астраханском рыбопромысловом комбинате. Окончил вечернюю школу.

### 1927—1941
С 1927 года — секретарь комсомольской организации предприятия, затем работал инструктором и заведующим отделом агитации и пропаганды в райкоме комсомола в Астрахани. Член ВКП(б) с 1929 года. С 1930 года в Красной Армии (служил в 7-м отдельном полку связи в войсках Приволжского военного округа). Окончил курсы комсостава в 1931 году, был начальником отделения штаба 61-й стрелковой дивизии, затем политработником в танковых частях. С 1933 года учился в академии. Окончил Военную академию механизации и моторизации РККА имени И. В. Сталина (1938), тогда находился в воинском звании военинженера 3-го ранга.
С 1938 года — на партийной работе (с оставлением в кадрах РККА). Работал парторгом ЦК ВКП(б) на заводе имени Коминтерна в Харькове, затем стал первым секретарём одного из районных комитетов партии в Харькове. Отличился тем, что спустя неделю по приезде в Харьков уже выступил с речью, разоблачавшей «врагов народа» на ХПЗ. Во многом с его именем связывают[кто?] расстрелы создателей танков БТ и в коллективе завода. В 1938 году избран членом ЦК Коммунистической партии (большевиков) Украины (оставался им до 1952 года). С марта 1940 года — 1-й секретарь Харьковского обкома и горкома ВКП(б).

### Во время Великой Отечественной войны
С началом войны одновременно становится комиссаром Харьковского корпуса народного ополчения. Осенью 1941 года, перед занятием города противником, был эвакуирован из Харькова на Урал, работал там ответственным организатором ЦК ВКП(б) на строительстве оборонного завода, в 1942—1943 годах — 1-й секретарь Нижнетагильского горкома партии, одновременно — заместитель Народного комиссара среднего машиностроения СССР (последнее назначение связано с тем, что в Нижнем Тагиле и вокруг него были сконцентрированы огромные мощности оборонных предприятий, и по должности заместителя наркома он имел право вмешиваться в работу любого из них для выполнения указаний из Москвы). Короткое время был на фронте в должности уполномоченного Военного совета Сталинградского фронта во время Сталинградской битвы.

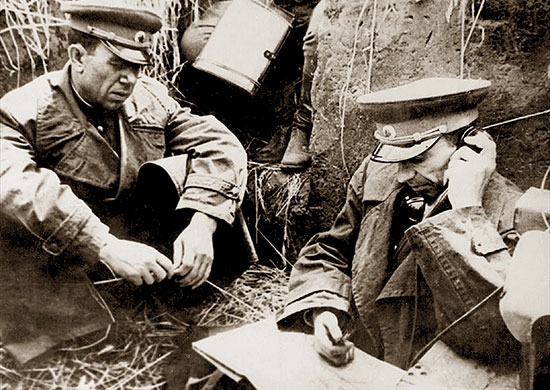
Командующий 38-й армией К. С. Москаленко (слева) и член Военного совета армии А. А. Епишев у карты на командном пункте.1944 г.

В мае 1943 года вторично призван в РККА и назначен членом Военного совета 40-й армии. С октября 1943 года до конца войны — член Военного совета 38-й армии, в 1945—1946 годах — опять в 40-й армии. Генерал-майор (26.05.1943).
В июле 1944 года был ранен в позвоночник немецким снайпером, но ранение оказалось не тяжёлым.
В мае 1946 года уволен в запас и возвращён на партийную работу, но теперь уже в Киев, назначен секретарём по кадрам и членом Оргбюро ЦК Компартии Украины. В 1950 году окончил Высшие курсы при Академии общественных наук при ЦК ВКП(б). С 1950 года — 1-й секретарь Одесского обкома партии.
В августе 1951 года был вызван в Москву и назначен заместителем Министра государственной безопасности СССР по кадрам. Назначение было связано с арестом прежнего министра В. С. Абакумова и чисткой министерства от выдвиженцев последнего. На их место были назначены партийные работники, не имевшие отношения к органам госбезопасности. Столь же внезапно Епишев был снят с этого поста через несколько дней после смерти И. В. Сталина в марте 1953 года и возвращён на должность 1-го секретаря Одесского обкома партии. В 1954—1956 гг. — член ЦК КП Украины.
С 14 августа 1955 по 27 ноября 1960 года — чрезвычайный и полномочный посол СССР в Румынии.
С 27 ноября 1960 по 30 июня 1962 года — чрезвычайный и полномочный посол СССР в Югославии.
Имел дипломатический ранг чрезвычайного и полномочного посла Советского Союза (1955).

### Во главе ГлавПУРа

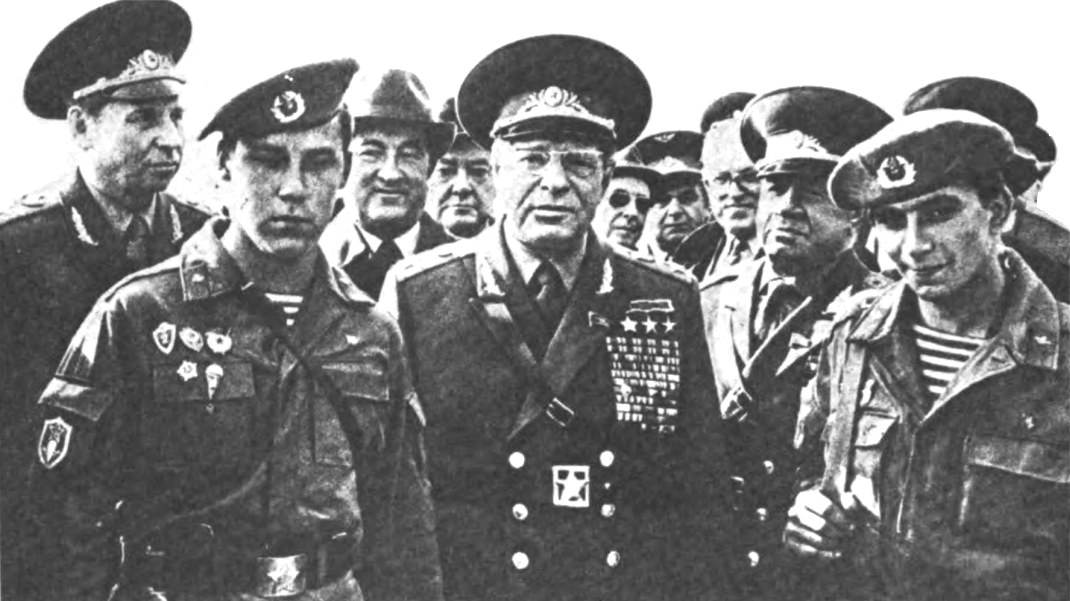
Начальник Генштаба ВС СССР Маршал Советского Союза Н. В. Огарков, министр обороны СССР Маршал Советского Союза Д. Ф. Устинов и начальник ГлавПУР СА и ВМФ генерал армии А. А. Епишев
на военных учениях «Запад-81».

Весной 1962 года отозван из Югославии, в третий раз зачислен на военную службу и 30 апреля 1962 года назначен на должность начальника Главного политического управления Советской Армии и Военно-Морского Флота. Прослужил на этом посту дольше, чем кто бы то ни было. Генерал армии (11.05.1962, причем это звание ему присвоено сразу после звания генерал-майора).
Сыграл исключительную роль в полном подчинении Вооружённых Сил интересам руководства КПСС. Имел полную власть в армии, поскольку не подчинялся даже Министру обороны СССР (ГлавПУР являлся одновременно и отделом ЦК КПСС, все назначения в ГлавПУРе производились исключительно по линии ЦК КПСС). Сторонник самых догматических и ортодоксальных взглядов, категорический противник упоминания о репрессиях, культе личности и неудачных операциях периода Великой Отечественной войны. Он говорил: «Кому нужна ваша правда, если она мешает нам жить?» 
Жёстко и активно выступал против «неправильных» произведений в литературе и искусстве. Даже если авторам удавалось добиться разрешения на выпуск не нравившегося Епишеву фильма или книги, он запрещал их пропаганду и демонстрацию в армии.[уточнить]
В частности, в 1966 году Епишев выступил против публикации заметок К. Симонова «Сто суток войны. Памяти погибших в сорок первом». 
21 февраля 1978 года указом Президиума Верховного Совета СССР удостоен высшей награды СССР — звания Героя Советского Союза.
В 1952—1964 годах был кандидатом в члены ЦК КПСС. Член ЦК КПСС с 16 ноября 1964 года по 15 сентября 1985 года. Депутат Совета Союза Верховного Совета СССР 1, 3, 4 и 6—11-го созывов от Одесской области.

### Последние годы
17 июля 1985 года освобождён от занимаемой должности и переведён в Группу Генеральных инспекторов. Скончался 15 сентября 1985 года в Москве. Похоронен на Новодевичьем кладбище (участок 7).

## Награды

### Советские награды
- Герой Советского Союза (21 февраля 1978).
- Четыре ордена Ленина (23 января 1948, 22 февраля 1968, 21 февраля 1978, 18 мая 1983).
- Орден Октябрьской Революции (4 мая 1972).
- Пять орденов Красного Знамени (23 октября 1943[7], 10 января 1944[8], 23 мая 1945[9], 17 мая 1958[10], 4 ноября 1981).
- Орден Богдана Хмельницкого I степени (25 августа 1944)[11].
- Два ордена Отечественной войны I степени (29 мая 1944[12], 11.03.1985).
- Орден Трудового Красного Знамени (17 мая 1958).
- Три ордена Красной Звезды (19 сентября 1941, 27 августа 1943[13], 6 мая 1946).
- Орден «За службу Родине в Вооружённых Силах СССР» III степени (30 апреля 1975).
- Медаль «За боевые заслуги» (30 апреля 1945).
- Ленинская премия (1983).
- Медали[14]

### Иностранные награды
- Два ордена Клемента Готвальда (Чехословацкая Социалистическая Республика, 03.10.1969, 01.10.1984)[15].
- Военный орден Белого льва «За Победу» I степени (Чехословацкая Социалистическая Республика).
- Орден Красного Знамени (Чехословацкая Социалистическая Республика).
- Военный Крест 1939 года (Чехословацкая Социалистическая Республика).
- Орден «За заслуги перед Отечеством» в золоте (Германская Демократическая Республика)
- Орден Шарнхорста (Германская Демократическая Республика)
- Два ордена Сухэ-Батора (Монгольская Народная Республика, 06.07.1971, …).
- Орден Югославского флага (Социалистическая Федеративная Республика Югославия, 1962).
- Два ордена Народной Республики Болгария I степени (Народная Республика Болгария, 14.09.1974, …).
- Орден Звезды Румынии (СРР) I степени (Социалистическая Республика Румыния).
- Орден «23 августа» I степени (Социалистическая Республика Румыния, 01.10.1974).
- Орден Заслуг Венгерской Народной Республики I степени (Венгерская Народная Республика, 04.04.1975).
- Орден Красного Знамени I степени (Венгерская Народная Республика, 1978).
- Ордена Возрождения Польши II и III степеней (Польская Народная Республика).
- Крест Грюнвальда II степени (Польская Народная Республика).
- Орден Военных заслуг (Социалистическая Республика Вьетнам, 21.02.1983)
- Медали Болгарии, Венгрии, ГДР, Кубы, Монголии, Польши, Румынии, Чехословакии.

## Семья
Был женат на Епишевой Татьяне Алексеевне (1916-2005), имел сына Епишева Валерия Алексеевича (1941-1991).

## Память
- В 1985—1995 годах его имя носило Донецкое высшее военно-политическое училище инженерных войск и войск связи.
- Мемориальная доска в Москве, в Колымажном переулке, на доме где работал А. А. Епишев[16].
- В 2003 году в России был учреждён фонд поддержки Российской армии имени генерала армии Алексея Алексеевича Епишева.
- В честь генерала армии Епишева названа улица в Астрахани.